# Pablo Puente
Pour les articles homonymes, voir Puente.
Pablo Puente Buces (16 juin 1931 - 4 décembre 2022) est un prélat espagnol de l'Église catholique qui travaille au service diplomatique du Saint-Siège de 1962 à 2004. Il devient archevêque en 1980 et porte le titre de nonce apostolique dans plusieurs pays. Diario Sur (es) le qualifie de "poids lourd de la diplomatie vaticane"

## Biographie
Pablo Puente est né à Colindres, Cantabrie, Espagne, le 16 juin 1931. Il obtient sa licence en philosophie en 1952 et en théologie en 1956 à l'Université pontificale Comillas de Madrid. Il est ordonné prêtre le 2 avril 1956. Il étudie ensuite à l'Académie pontificale ecclésiastique et obtient un doctorat en droit canonique à l'Université pontificale grégorienne
À partir de 1973, il travaille au Liban (en) et en Yougoslavie (en).
Le 18 mars 1980, le pape Jean-Paul II le nomme archevêque titulaire de Macri (de) et pro-nonce apostolique en Indonésie (en) Il reçoit sa consécration épiscopale le 25 mai des mains du cardinal Agnelo Rossi avec comme co-consécrateurs Gabino Díaz Merchán (es) et Juan Antonio del Val Gallo (es).
Le 15 mars 1986, il est nommé pro-nonce apostolique au Sénégal et au Cap-Vert ainsi que délégué apostolique en Guinée-Bissau (en) et en Mauritanie (en). Le 12 mai, il se voit confier une responsabilité supplémentaire en tant que pro-nonce apostolique au Mali (en)
Le 31 juillet 1989, il est nommé nonce apostolique au Liban (en). Son service au Liban, où il tend la main à divers groupes de miliciens et chefs de partis politiques islamiques pour aider à mettre fin à la guerre civile libanaise de 1975-1990, e citsté comme un exemple de diplomatie invisible du Vatican,
Le 25 mai 1993, il est nommé nonce apostolique au Koweït (en) et délégué apostolique dans la péninsule arabique
Le 31 juillet 1997, il est nommé nonce apostolique en Grande-Bretagne. En 2001, il se rend dans l'archidiocèse de Cardiff pour rencontrer des religieux et des laïcs à la suite du remplacement temporaire de l'archevêque et de la révocation de deux prêtres pour abus sexuels sur mineurs
Puente démissionne de son poste de nonce en octobre 2004, et le 11 décembre 2004, Jean-Paul II accepte sa démission.
Puente est chanoine de la cathédrale de Santander.
Puente décède le 4 décembre 2022, à l'âge de 91 ans

## Succession apostolique
Pablo Puente Buces a ordonné les évêques suivants :
- Évêque Josephus Tethool (de), M.S.C. (1982)